# Arkādijs Pavlovs
Arkādijs Pavlovs (ur. 2 lutego 1903 w Rydze, zm. 26 września 1960 w Rydze) – łotewski piłkarz grający na pozycji napastnika, olimpijczyk. W swojej karierze rozegrał 37 meczów w reprezentacji Łotwy, w której strzelił osiem bramek. Po zakończeniu kariery pracował jako trener piłkarski.

## Kariera klubowa
Grał w klubie RFK Ryga, z którym kilkukrotnie zdobywał tytuł mistrza kraju (1924, 1925, 1926, 1930, 1931).

## Kariera reprezentacyjna
W 1924 roku dostał powołanie do reprezentacji narodowej na Letnie Igrzyska Olimpijskie 1924. Łotysze rozegrali jeden mecz; w pojedynku drugiej rundy (w pierwszej mieli wolny los), reprezentanci tego kraju przegrali z Francuzami 0–7 i odpadli z turnieju. Ostatnim jego meczem w reprezentacji narodowej było spotkanie z Litwą rozegrane w ramach Pucharu Bałtyku. 4 września 1933 Łotysze zremisowali z Litwą 2-2. Łącznie w całej karierze strzelił dl kadry narodowej osiem goli.